# Alister McRae
Alister Ritchie McRae(Lanark, Escocia; 20 de diciembre de 1970) es un piloto británico de rally. Es hijo del también piloto Jimmy McRae, quien fuera cinco veces campeón del Campeonato Británico y hermano menor del difunto Campeón del Mundo de 1995, Colin McRae.

## Trayectoria
Nacido en Lanark, McRae se inició en el automovilismo a los doce años, cuando se inició en el trial de motociclismo y el motocross. Pero siempre fue en los rallies donde demostró su verdadera valía. Empezó compitiendo en el Campeonato de Escocia de Rally y el éxito no tardó en llegar. En 1992, ganó la prestigiosa Beca Shell y la categoría de producción de la prueba británica del Campeonato Mundial de Rally.
Los años siguientes fueron testigos de nuevos triunfos, que culminaron con la victoria absoluta de McRae en el Campeonato Británico de Rally en 1995, al volante de un Nissan Sunny. Siguieron pilotando más coches de fábrica, y se firmó un contrato de dos años para conducir el Volkswagen Golf de Fórmula 2. 

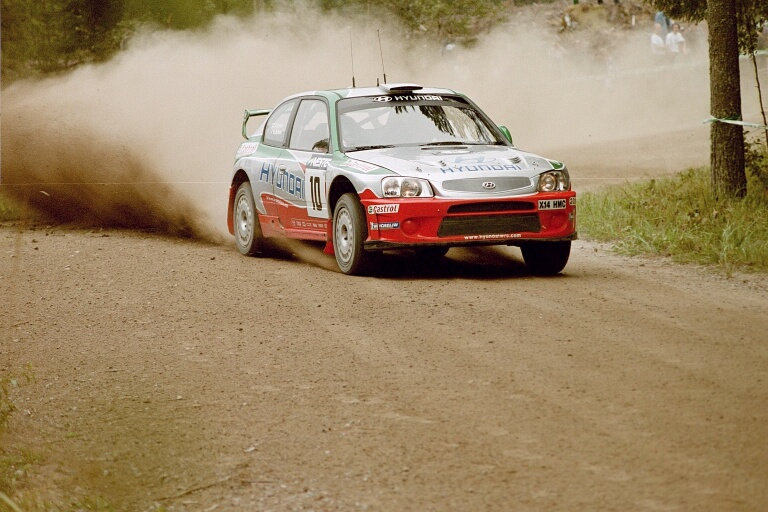
McRae con un Hyundai Accent WRC en el Rally de Finlandia de 2001

Sus resultados y reputación hicieron que sus servicios fueran asegurados por el fabricante más nuevo en unirse al Campeonato Mundial de Rally, Hyundai. En 1999, compitió en el Coupé de tracción delantera mientras desarrollaba simultáneamente el primer auto de rally mundial de la marca coreana, el Accent WRC, junto con el veterano sueco Kenneth Eriksson. Luego, en el año 2000 desarrolló el auto aún más durante su primer año de competencia real, anotando los primeros puntos WRC del fabricante. En 2001, los frutos de dos años de arduo trabajo comenzaron a mostrarse, con una serie de finales de puntuación (ambos pilotos impresionaron particularmente en las laboriosas condiciones húmedas del Rally de Portugal de ese año) y una estrecha falta del podio en su evento de casa, el Rally de Gran Bretaña (que le dio al Accent WRC y a Hyundai el mejor resultado en el WRC en ese momento).

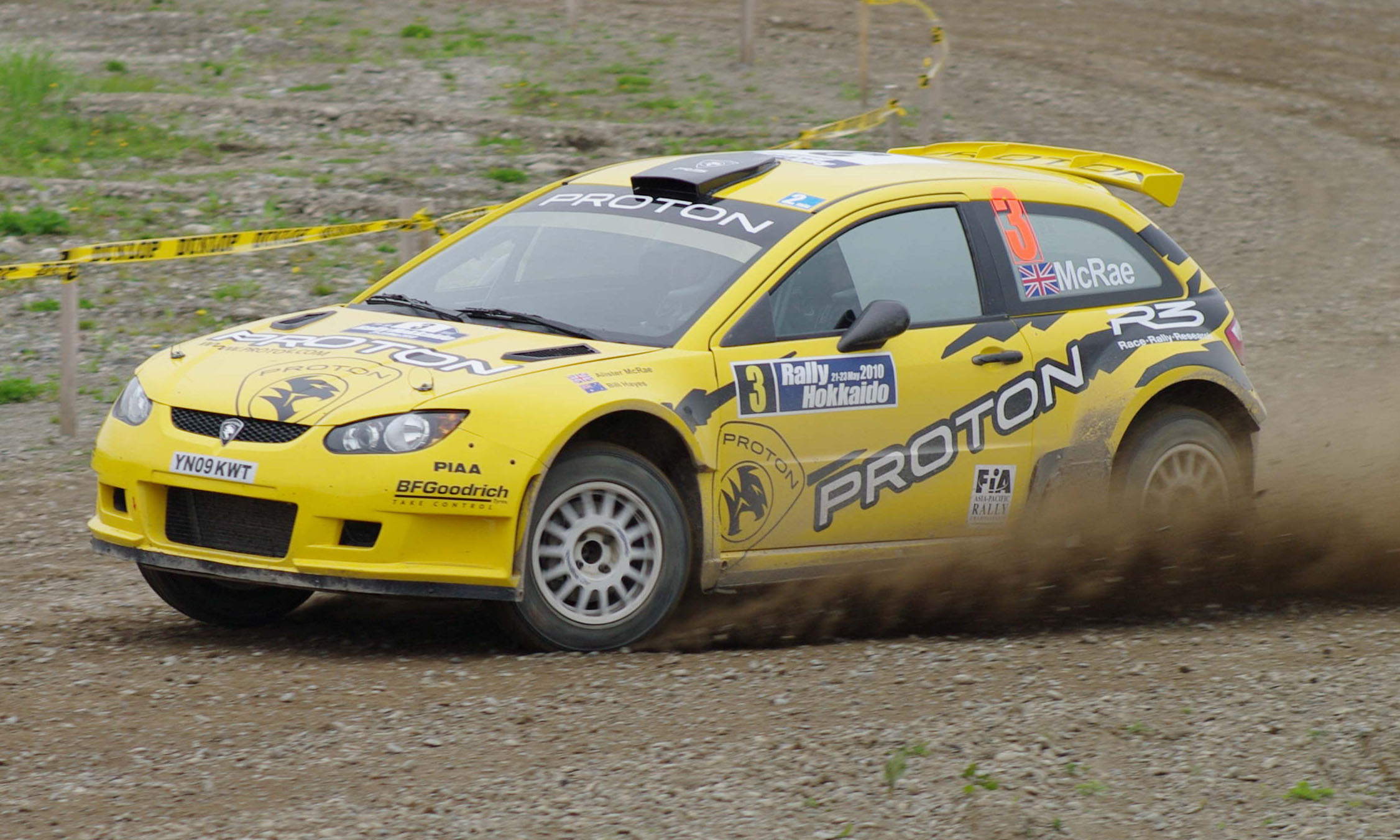
McRae compitiendo en el Rally de Japón de 2010

Después de sus actuaciones con Hyundai, McRae fue seleccionado para unirse a Mitsubishi, incondicional del WRC, en 2002. Este resultó ser un año difícil, ya que el fabricante japonés se encontró en crisis, con un nuevo automóvil poco competitivo y una reestructuración masiva de la administración. Las cosas empeoraron aún más para el equipo cuando McRae se vio obligado a retirarse por el resto de la temporada debido a lesiones después de un accidente de bicicleta de montaña poco después del Rally de San Remo de ese año, lo que obstaculizó aún más el esfuerzo del equipo por el campeonato. Mitsubishi posteriormente se retiró del campeonato a principios de la temporada 2003, para construir un nuevo automóvil de rally desde cero, dejando a McRae para armar una campaña privada esporádica a nivel del Campeonato Mundial, que fue recompensada con una demostración de puntuación en un Lancer Evolution en el Rally de Nueva Zelanda.

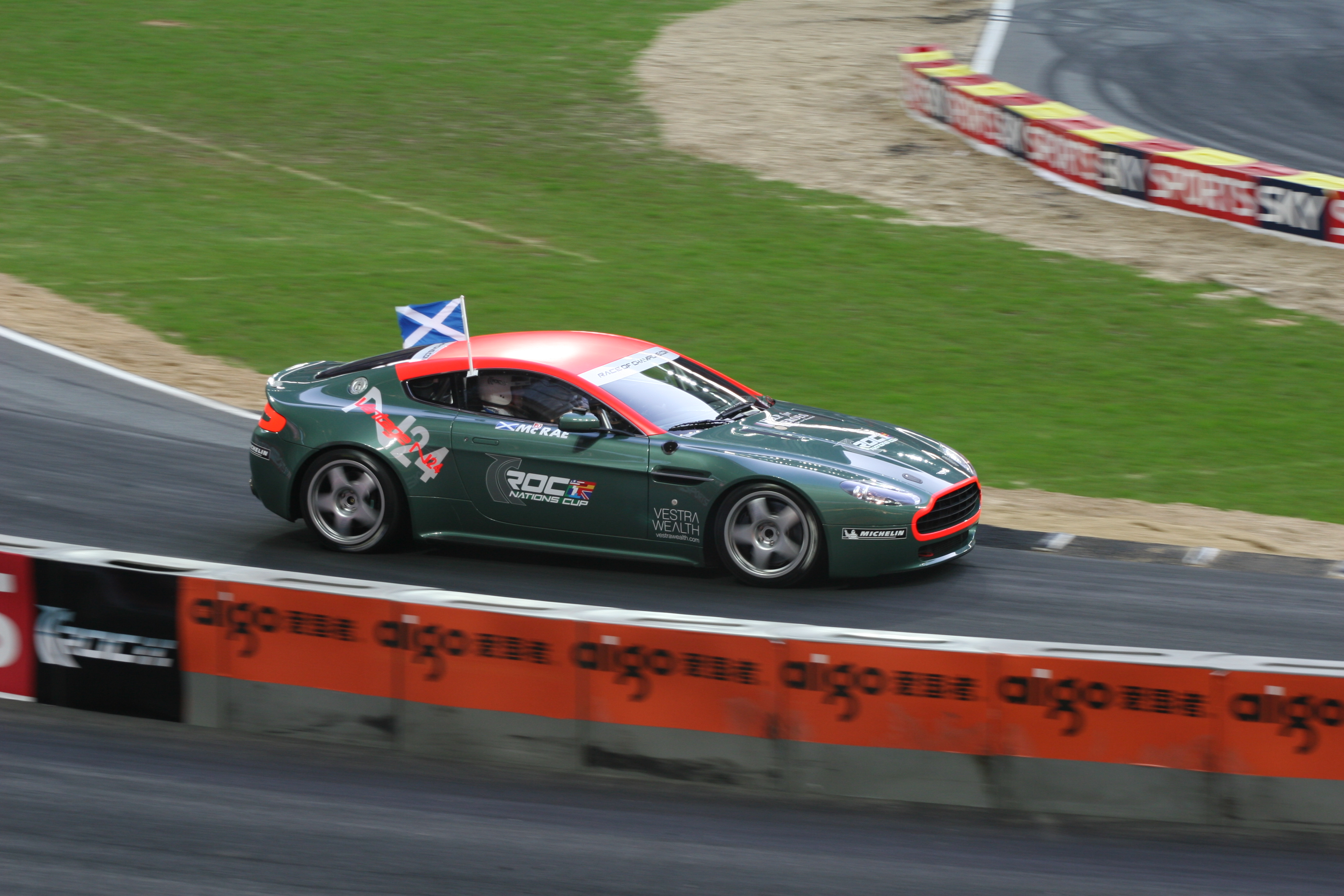
McRae en la Carrera de Campeones de 2007

Sin dejarse intimidar por la posterior decisión implícita de Mitsubishi de no volver a llamar ni a sí mismo ni a su compañero de equipo de 2002, François Delecour, como fuente de una de las pocas oportunidades restantes de fábrica que buscaban reagruparse para la temporada 2004, McRae se inscribió en el Campeonato Mundial de Rally de Producción de 2004. Iba camino de alzarse con el título en la última carrera, pero un fallo mecánico lo afectó y le entregó el título a Niall McShea.
En 2006, McRae compitió con éxito en el Campeonato de Rally de China con el equipo Wanyu Rally Team con un Mitsubishi Evo 9, además de participar en otros eventos internacionales selectos. McRae también aumentó su palmarés en el Campeonato Mundial con el nuevo Toyota Corolla S2000 en el Rally de Gran Bretaña de 2006, donde consiguió cuatro victorias de etapa del Grupo N.
McRae reemplazó a su hermano Colin junto al piloto de F1 David Coulthard en la Carrera de Campeones del 2007 celebrada en Wembley después de la muerte de Colin apenas dos meses antes.
Participó en el Rally Dakar 2009.
Condujo un Proton Satria Neo Super 2000 en la etapa de Indonesia del APRC 2009. 
Hizo su debut en el Campeonato Mundial de Rallycross de la FIA en la novena ronda de la temporada 2017 en Francia.

## Palmarés

### Títulos
| Año  | Título                           | Automóvil        |
| ---- | -------------------------------- | ---------------- |
| 1995 | Campeón de Rally del Reino Unido | Nissan Sunny GTi |